# 廣島三箭
廣島三箭（日語：サンフレッチェ広島），是一支日本足球隊，屬於日本職業足球聯賽的球隊之一，目前在甲級進行比賽。球隊的根據地在廣島縣廣島市。

## 簡介
球隊的前身是東洋工業足球部，在1991年加入日本職業足球聯賽的成員（是其中十支球隊之一），球隊的名字中的「弗莱切（frecce）」是意大利語「箭矢」（複數形式）的意思，「san」是日文漢字「三」的讀音，名字的來源是關於戰國大名毛利元就「三支箭」的故事。

## 國際賽
1969年的亞洲冠軍球會盃，東洋工業足球部在季軍賽戰勝印度邁索爾州代表隊，獲得第三名。
2010年的亞冠聯賽，廣島三箭先三敗後三勝，被提前淘汰。2013年的亞冠聯賽，廣島三箭從第二輪就派上多名非主力的青年球員，之後幾輪多是非主力球員進行比賽。廣島先三敗後三平，被提前淘汰。

## 球隊榮譽
- 日本職業足球甲級聯賽（3）：2012年、2013年、2015年
- 日本足球聯賽（5）：1965年、1966年、1967年、1968年、1970年
- 日本職業足球乙級聯賽（1）：2008年
- 日本職業足球聯賽冠軍：無
  - 首階段冠軍（1）：1994年
- 日本聯賽盃（1）：2022年
- 日本超級盃（5）：2008年、2013年、2014年、2016年、2025年

## 球員名單

### 現役球員 （2025年）
1. 以下球員名單更新於2024年12月26日
2. 球員編號參照廣島三箭官方網站 （页面存档备份，存于）
3. 國籍圖標根據國際足協的參賽資格定義，但球員可能會持有多於一個非國際足協定義的國籍

| 號碼     | 球員名        | 出生日期       | 前屬球會     | 加盟年份 |          |
| 守 門 員 | 守 門 員      | 守 門 員       | 守 門 員     | 守 門 員 | 守 門 員 |
| -------- | ------------- | -------------- | ------------ | -------- | -------- |
| 1        | 大迫敬介      | 1999年7月28日  | 青年隊       | 2018年   |          |
| 後 衛    |               |                |              |          |          |
| 3        | 山﨑大地      | 2001年1月8日   | 順天堂大學   | 2023年   |          |
| 4        | 荒木隼人      | 1996年8月9日   | 關西大學     | 2019年   |          |
| 15       | 中野就斗      | 2000年6月27日  | 桐蔭橫濱大學 | 2023年   |          |
| 16       | 志知孝明      | 1993年12月27日 | 福岡黃蜂     | 2023年   |          |
| 19       | 佐佐木翔      | 1989年10月2日  | 甲府風林     | 2015年   |          |
| 31       | 木吹翔太      | 2006年8月19日  | JFA學院福島  | 2023年   |          |
| 33       | 塩谷司        | 1988年12月5日  | 艾阿恩       | 2021年   |          |
| 中 場    |               |                |              |          |          |
| 5        | 松本大弥      | 2000年8月10日  | 金澤薩維根   | 2023年   |          |
| 14       | 松本泰志      | 1998年8月22日  | 大阪櫻花     | 2017年   |          |
| 24       | 東俊希        | 2000年7月28日  | 青年隊       | 2019年   |          |
| 25       | 茶島雄介      | 1991年7月20日  | 千葉市原     | 2014年   |          |
| 32       | 越道草太      | 2004年4月3日   | 青年隊       | 2023年   |          |
| 35       | 中島洋太朗    | 2006年4月22日  | 青年隊       | 2023年   |          |
| 前 鋒    |               |                |              |          |          |
| 10       | 馬高斯·祖利亞 | 1993年1月19日  | 橫濱水手     | 2023年   |          |
| 11       | 満田誠        | 1999年7月20日  | 流通經濟大學 | 2022年   |          |

## 著名球員
- 高木琢也
- 田中鬥莉王
- 小村德男
- 西川周作
- 佐藤寿人
- 千葉和彦
- 托尼·波波维奇
- 奥雷利奥·域马
- 格拉咸·阿諾特
- 海登·福克斯
- Steve Corica
- 塞萨尔·桑帕伊奥
- Beto
- 艾利恩·史杜恩洛夫
- 米高·彭斯·比隆
- Tomislav Erceg
- 伊万·哈谢克
- Pavel Černý
- 梅查里
- 盧延潤
- 约翰·凡·罗恩
- 彼得·惠斯特拉
- Tore Pedersen
- 吉恩-保罗·冯德伯格
- 谢尔希·斯卡琴科
- 丹·卡利奇曼
- 奥列格·帕希宁

## 外部連結
- 廣島三箭官方網站 （页面存档备份，存于）